# I'm a Bird
I'm a Bird is een nummer van de Vlaamse zanger Marco Z. Het is zijn debuutsingle van het album The Ordinary Life of Marco Z. Het nummer kreeg een nominatie voor een Music Industry Award in de categorie Hit van het jaar. Marco nam de trofee niet mee naar huis, maar kreeg wel een Nielsen Airplay Award (2012) voor het meest gespeelde Belgische nummer op de Belgische radio's.